# Längsschnittstudie
| Kategorien von patientenorientierten Studien |
| --- |
| - beobachtende oder experimentelle Studie - Längsschnitt- oder Querschnittstudie - prospektive oder retrospektive Studie - kontrollierte oder unkontrollierte Studie |

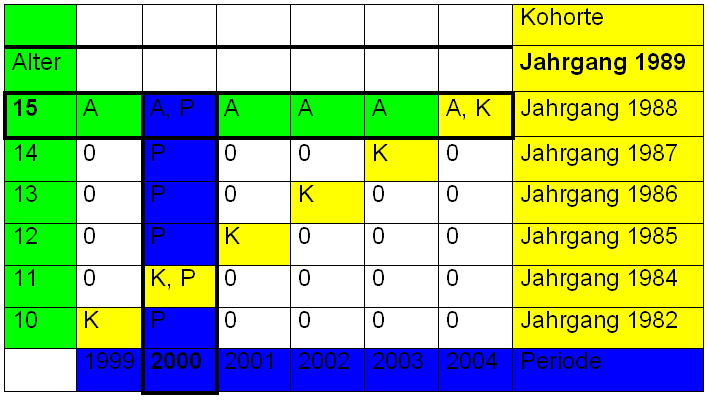
A: Alterseffekt (Längsschnitt),
K: Kohorteneffekt,
P: Periodeneffekt

Eine Längsschnittstudie (Verlaufsstudie, Longitudinalstudie, Längsschnittuntersuchung, Längsschnitterhebung) ist ein Forschungsdesign der empirischen Forschung zur Untersuchung sozialer und individueller Wandlungsprozesse. Bei einer Längsschnittstudie wird, im Unterschied zu einer Querschnittstudie, dieselbe empirische Studie zu mehreren Zeitpunkten durchgeführt, und die Ergebnisse der einzelnen Untersuchungswellen werden verglichen. Es gibt sowohl prospektive als auch retrospektive Längsschnittstudien, wobei mit diesem Begriff in der Regel prospektive (vorausschauende) Studien gemeint sind.

## Formen von Längsschnittuntersuchungen
Man unterscheidet Längsschnittuntersuchungen in Trendstudien (auch: replikativer Survey) und Panelstudien. Auch Kohortenstudien werden zu den Längsschnittstudien gezählt, wobei in der Regel prospektive Kohortenstudien gemeint sind.
Bei einer Trendstudie wird dieselbe Studie zu mehreren Zeitpunkten mit jeweils unterschiedlichen Stichproben durchgeführt. Mit Hilfe von Trendstudien ist es möglich, Veränderungen auf Aggregatebene (d. h. auf Ebene der gesamten Stichprobe, die wiederum die Bevölkerung repräsentieren soll) nachzuvollziehen. Es ist allerdings nicht möglich, aus Trenddaten Veränderungen auf der Individualebene abzuleiten. Wird dies dennoch getan, spricht man von einem sogenannten ökologischen Fehlschluss.
Im Unterschied zur Trendstudie erfolgt bei der Panelstudie (auch Panelerhebung, Panelbefragung) die Erhebung zu mehreren Zeitpunkten mit derselben Stichprobe. Auf diese Art lassen sich auch intra-individuelle Veränderungen erfassen (so genannte interne Fluktuation). Die aggregierten Werte ermöglichen außerdem – wie beim Trenddesign – den Rückschluss auf interindividuelle, d. h. die gesamte Stichprobe betreffende, Veränderungen (so genannte Nettoveränderungen).
Die Daten bei einer Panelstudie können autokorreliert sein.

## Einschätzung und Probleme
Eine Panelstudie ist aussagekräftiger als eine Trendstudie: Wie bereits oben erwähnt, ist es nicht möglich, aus Trenddaten Veränderungen auf der Individualebene abzuleiten. Beim Paneldesign hingegen können auch intra-individuelle Veränderungen erfasst werden.
Die beiden Formen von Längsschnittstudien müssen sich mit jeweils anderen Problemen auseinandersetzen: Bei einer Trendstudie müssen die Stichproben der einzelnen Erhebungswellen vergleichbar sein. Sind beispielsweise die Anteile verschiedener Bevölkerungsgruppen in den einzelnen Wellen unterschiedlich, können die Ergebnisse signifikant verfälscht werden.
Diese Gefahr besteht bei einer Panelstudie nicht, da immer dieselbe Stichprobe verwendet wird. Allerdings tritt das Problem der Panelmortalität auf: Darunter versteht man Sterblichkeit, Umzüge, Verweigerungen und ähnliche Ausfälle aus dem Panel, die durch Ersatzpersonen kompensiert werden müssen. Häufig sind die Ausfälle nicht zufällig, sondern systematisch, das heißt die Panelmortalität bestimmter Bevölkerungs- oder Risikogruppen ist gegenüber anderen erhöht.
Um die Panelmortalität möglichst gering zu halten, ist es nötig, das Panel regelmäßig zu pflegen, d. h., die Adresskartei muss aktualisiert, Ausfälle durch geeignete Ersatzpersonen kompensiert werden. Da dieser Vorgang sehr aufwendig ist, ist eine Panelstudie teurer als eine Trendstudie. Verzerrt werden kann eine Panelstudie auch dadurch, dass das Messinstrument (Fragebogen) durch den soziokulturellen Wandel veraltet. Eine weitere Fehlerquelle sind so genannte Paneleffekte, wie ein gestiegenes Problembewusstsein durch die Teilnahme am Panel.

## Bekannte Studien
- Berliner Altersstudie (1990–1993, BASE; Baltes, Helmchen, Steinhagen-Thiessen u. a.; vor allem geriatrische Fragestellungen)
- Das Nationale Bildungspanel (NEPS) am Leibniz-Institut für Bildungsverläufe (LIfBi)
- Die Bonner Längsschnittstudie normalen Alterns (ab 1965, BOLSA; Hans Thomae, Ursula Lehr u. a.)
- Deutscher Alterssurvey (DEAS)[9] (ab 1996)
- Framingham-Studie (Framingham Heart Study)
- ILSE (Interdisziplinäre Längsschnittstudie des Erwachsenenalters über Bedingungen gesunden und zufriedenen Älterwerdens)[10]
- IMAGEN (europäisches Forschungsprojekt, das untersucht, wie biologische, psychologische und umweltbedingte Faktoren, die Gehirnentwicklung und die psychische Gesundheit von Jugendlichen beeinflussen)[11]
- Leben in Deutschland (Sozio-oekonomisches Panel – SOEP) eine Längsschnittstudie über Privathaushalte in Deutschland.
- Minnesota nun study
- Münchner Längsschnittstudie LOGIK
- New England Centenarian Study (Studie über Hundertjährige)
- Die nordamerikanische „Nurses’ Health Study“ (Boston). Beginnend mit dem Jahr 1976 werden zweijährlich Krankenschwestern befragt und z. T. klinisch untersucht. Damit erforscht wurden bisher z. B. das Ernährungsverhalten, Risikofaktoren für Herz- und Krebserkrankungen (v. a. Brustkrebs) sowie die Veränderung der kognitiven Fähigkeiten mit zunehmendem Lebensalter.
- Zürcher Longitudinalstudien
- Sächsische Längsschnittstudie
- Bremer Längsschnittstudie zum Übergang von der Schule in den Beruf (1989–2001).[12]
- die Studie pairfam (2008–2022, 12.402 Teilnehmer)
- Generations and Gender Survey (GGS)[13]
- National Longitudinal Surveys (NLS)[14]
- National Survey of Families and Households (NSFH) (Interviews 1987–88, 1992–94 und 2001–2003)[15]
- Netherlands Kinship Panel Study (NKPS)[16]
- Longitudinal Studies of Generations[17]
- Panel Study of Income Dynamics (PSID)[18]
- Survey of Health, Ageing and Retirement in Europe (SHARE)[19]
- SPeADy-Studie: Study of Personality Architecture and Dynamics an der Universität Bremen[20]
- R+V: Die Ängste der Deutschen. Seit 1991 geben jährlich rund 2.400 Menschen ab 14 Jahren Auskunft über ihre persönlichen Ängste, aber auch über Sorgen, die sie sich um Gesellschaft, Wirtschaft und Politik machen.[21]
- Programme for the International Assessment of Adult Competencies (PIAAC)[22]
- Rostocker Längsschnittstudie ROLS (ab 1970/71) – Untersuchungen zu Interaktionswirkungen zwischen frühkindlichen zerebralen Belastungsfaktoren und Umweltverhältnissen.[23]